# Vandaag (album van Rowwen Hèze)
Vandaag is een album van Rowwen Hèze. Het werd op cd uitgebracht door HKM/CNR in 2000 en kwam op 1 april van dat jaar binnen in de Album Top 100. Daarin bleef het album 23 weken genoteerd, met als hoogste plaats de tweede positie; de hoogste positie tot dan toe voor een Rowwen Hèze-album. Het werd bekroond met een gouden plaat.
Niet eerder schreven zoveel bandleden composities voor een Rowwen Hèze-album. Het werd officieel gepresenteerd tijdens de derde fanclubdag op 9 april, waar Henk Westbroek het aan de band uitreikte. Op dat moment waren er al 28.469 exemplaren van Vandaag verkocht.

## Singles
Van het album Vandaag werden drie nummers op cd-single uitgebracht. Op 9 februari 2000 was dit November, op 19 mei Vergeate en op 8 september Kleine man.

## Nummers
| Nr. | Titel                                                             | Schrijver(s)                      | Duur |
| --- | ----------------------------------------------------------------- | --------------------------------- | ---- |
| 1.  | Andere wind                                                       | Jack Poels                        | 3:24 |
| 2.  | Kleine man                                                        | Jack Poels                        | 4:07 |
| 3.  | Probleme                                                          | Tren van Enckevort, Martin Rongen | 3:08 |
| 4.  | November (Traditioneel)                                           | Jack Poels                        | 4:54 |
| 5.  | Hotel houdoe                                                      | Jack Poels                        | 4:02 |
| 6.  | Gen donder                                                        | Jack Poels                        | 3:12 |
| 7.  | Moei                                                              | Jack Poels                        | 3:20 |
| 8.  | Helenaveen                                                        | Jack Poels                        | 4:28 |
| 9.  | Wandele                                                           | Jack Poels                        | 3:18 |
| 10. | Moon river                                                        | Jack Poels                        | 4:09 |
| 11. | Vergeate (Bevat een fragment van Kingston Town (Kenrick Patrick)) | Jack Poels                        | 3:31 |
| 12. | Genne gojje mood                                                  | Theo Joosten                      | 2:40 |
| 13. | Mien hart                                                         | Jack Poels                        | 3:17 |
| 14. | Vader                                                             | Henny Vrienten, Jack Poels        | 3:31 |
| 15. | November (videoclip van November als cd-rom track)                | Jack Poels                        | 4:54 |